# TG Mediaset
TG Mediaset è stato un canale televisivo italiano d'informazione.

## Storia

Testcard del lancio di TG Mediaset

Il 10 dicembre 2010, il canale inizia le sue trasmissioni all'interno del multiplex televisivo a diffusione nazionale Rete A 1.
Le trasmissioni del canale avvenivano nel tradizionale formato 4:3, utilizzato in maniera esclusiva da tutte le reti televisive italiane fino al 2009.
TG Mediaset trasmetteva durante tutta la giornata le repliche dei telegiornali nazionali delle tre reti generaliste del gruppo Mediaset, vale a dire TG4, TG5 e Studio Aperto (in 4:3), nonché le repliche di varie edizioni di TGcom (in 16:9), Studio Aperto Meteo, Meteo 4 e Meteo 5 (in 4:3).
Tra un programma e l'altro, andava in onda il promo della rete in 4:3, che durava all'incirca sei minuti. Nel 2011, il canale viene spostato nel multiplex Mediaset 4, anch'esso a diffusione nazionale, con LCN 51.
Dal 21 giugno 2011, TG Mediaset inizia a trasmettere esclusivamente nel formato 16:9, poiché a partire da quella data i telegiornali delle tre reti generaliste Mediaset sono passati al formato panoramico. Solo il promo del canale resta in 4:3.
L'11 novembre 2011, il canale trasmette in diretta per seguire gli sviluppi della crisi del Governo Berlusconi IV a cura della redazione del futuro canale TGcom24, che sarebbe nato qualche settimana dopo.
TG Mediaset chiude all'alba del 26 novembre, lasciando spazio ai promo del nuovo canale all-news di Mediaset, TGcom24, le cui trasmissioni iniziano ufficialmente il 28 alle 20:30.